# Пашино (Ростовский район)
Па́шино — деревня в Ростовском районе Ярославской области России. Входит в состав сельского поселения Ишня.
Расположена в 66 км от Ярославля, 10 км от Ростова, 9 км от федеральной автотрассы М8 «Холмогоры» (европейского маршрута E 115) и в 13 км от ближайшей железнодорожной станции Ростов-Ярославский.
Население Пашино на 1 января 2010 г. составляет 2 чел.

## История
В 1898—1901 гг. по разным оценкам в селе располагалось от 4 до 27 дворов.

## Климат
Климат умеренно континентальный с умеренно теплым и влажным летом и умеренно холодной зимой. Среднегодовая многолетняя температура +3,4°С, средняя многолетняя температура зимы (январь) — −11,1°С; лета (июль) — +17,3°С. Среднегодовая амплитуда температур довольно велика, с абсолютным максимумом +36°С и абсолютным минимумом −46°С. В среднем на территории выпадает 500—600 мм осадков в год, причем максимум приходится на летний период. Количество осадков превышает испарения, поэтому коэффициент увлажнения составляет 1,2-1,3. Толщина снежного покрова составляет от 30 до 70 см. Скорости ветров небольшие, в среднем 3,5-5,0 м/с, иногда сильные — 10-15 м/с, очень редки штормовые ветры — более 15 м/с. В целом климат благоприятен для развития сельского хозяйства и рекреации.

## Население
| 2007 | 2010 |
| ---- | ---- |
| 4    | ↘2   |